# 何梁何利基金
何梁何利基金（英語：Ho Leung Ho Lee Foundation）是一个在香港注册成立的社会公益性基金，主要目的是促进中国科技发展并奖励取得杰出成就和重大创新的中国科学技术工作者。

## 基金会历史
1994年3月30日，何善衡、梁銶琚、何添及利國偉各捐款一亿元港币成立何梁何利基金，基金会以四人的姓氏命名。2005年10月12日，根据《补充契约条款》，基金捐款人统一变更为何善衡慈善基金有限公司、梁銶琚慈善基金有限公司、何添基金有限公司和利国伟的伟伦基金有限公司。

## 奖励设置
何梁何利基金主要奖励中华人民共和国公民，设有「何梁何利基金科学与技术成就奖」、「何梁何利基金科学与技术进步奖」、「何梁何利基金科学与技术创新奖」，每年评奖一次。何梁何利基金的年度颁奖大会有着很高的规格，在2010年的大会上刘延东、路甬祥、万钢、何厚铧等多名党和国家领导人出席。

### 基金会组织架构
何梁何利基金下设投资委员会和评选委员会，前者负责基金的投资经营和财务管理，后者负责科学与技术奖的评选工作。基金还成立了专门的评选机构即评选委员会，评选委员会委员经过信托委员会批准、颁发聘任书后，独立行使职能，负责评选工作，保证奖项的公平和公正。

### 奖项与奖金设立
「科学与技术成就奖」奖金为100万港币。奖励给长期致力于推进国家科学技术进步，贡献卓著，历史上取得国际高水准学术成就者；在科学技术前沿，取得重大科技突破，攀登当今科技高峰，领先世界先进水平者以及推进技术创新，建立强大自主知识产权和自主品牌，其产业居于当今世界前列者。
「何梁何利基金科学与技术进步奖」奖项设有数学力学奖、物理学奖、化学奖、天文学奖、气象学奖 、地球科学奖、生命科学奖、农学奖、医学、药学奖、古生物学、考古学奖、机械电力技术奖、电子信息技术奖、交通运输技术奖、冶金材料技术奖、化学工程技术奖、资源环保技术奖、工程建设技术奖。其中，考古学、古生物学奖为美籍华裔诺贝尔物理学奖得主杨振宁于1998年建议增加的。科学与技术进步奖前三届为10万港币，1997年增加到15万港币，现为20万港币。
何梁何利基金科学与技术创新奖设有「青年创新奖」、「产业创新奖」及「区域创新奖」。「科学与技术创新奖」奖金均为20万港元。

## 科学与技术成就奖历届获奖名单
| 获奖人 | 性别 | 年度 | 获奖奖项         | 工作单位                           |
| ------ | ---- | ---- | ---------------- | ---------------------------------- |
| 钱学森 | 男   | 1994 | 力学和系统科学奖 | 中国科协                           |
| 黄汲清 | 男   | 1994 | 地球科学奖       | 中国地质科学院                     |
| 王淦昌 | 男   | 1994 | 核物理学奖       | 核工业部                           |
| 王大珩 | 男   | 1994 | 光学奖           | 中科院技术科学部                   |
| 黄昆   | 男   | 1995 | 物理学奖         | 中科院半导体研究所                 |
| 唐敖庆 | 男   | 1995 | 化学奖           | 国家自然基金委员会                 |
| 叶笃正 | 男   | 1995 | 大气科学奖       | 中科院大气物理研究所               |
| 彭桓武 | 男   | 1995 | 物理学奖         | 中科院理论物理研究所               |
| 王应睐 | 男   | 1996 | 生物化学奖       | 中科院生物化学所                   |
| 朱光亚 | 男   | 1996 | 核物理学奖       | 国防科技工业委员会                 |
| 侯祥麟 | 男   | 1996 | 石油化工奖       | 中国石油天然气总公司               |
| 钱伟长 | 男   | 1997 | 数学奖           | 上海大学                           |
| 王忠诚 | 男   | 1997 | 医学药学奖       | 北京市神经外科研究所               |
| 苏步青 | 男   | 1998 | 数学力学奖       | 复旦大学                           |
| 宋健   | 男   | 1998 | 控制论           | 全国政协                           |
| 侯仁之 | 男   | 1999 | 地球科学奖       | 燕京大学                           |
| 卢嘉锡 | 男   | 1999 | 化学奖           | 中国科学院                         |
| 柯召   | 男   | 1999 | 数学力学奖       | 中国科学院                         |
| 张香桐 | 男   | 2000 | 生命科学奖       | 中国科学院神经科学研究所           |
| 吴汝康 | 男   | 2000 | 生命科学奖       | 中国科学院古脊椎动物研究所         |
| 孟执中 | 男   | 2002 | 航天技术奖       | 上海航天技术研究院                 |
| 吴征镒 | 男   | 2003 | 生物奖           | 中国科学院昆明植物研究所           |
| 邹承鲁 | 男   | 2003 | 生物化学奖       | 中国科学院生物物理研究所           |
| 徐光宪 | 男   | 2005 | 化学奖           | 北京大学                           |
| 谷超豪 | 男   | 2005 | 数学奖           | 复旦大学                           |
| 林元培 | 男   | 2007 | 成就奖           | 上海市政工程设计研究总院           |
| 马永生 | 男   | 2007 | 成就奖           | 中国石油化工股份有限公司勘探分公司 |
| 房建成 | 男   | 2008 | 成就奖           | 北京航空航天大学                   |
| 王德民 | 男   | 2009 | 成就奖           | 中国石油大庆油田有限责任公司       |
| 张锦秋 | 女   | 2010 | 成就奖           | 中国建筑西北设计研究院             |
| 杨学军 | 男   | 2011 | 成就奖           | 国防科学技术大学                   |
| 潘建伟 | 男   | 2013 | 成就奖           | 中国科学技术大学                   |
| 薛其坤 | 男   | 2014 | 成就奖           | 清华大学                           |
| 赵忠贤 | 男   | 2014 | 成就奖           | 中国科学院物理研究所               |
| 邬江兴 | 男   | 2015 | 成就奖           | 国家数字交换系统工程技术研究中心   |
| 马伟明 | 男   | 2015 | 成就奖           | 海军工程大学                       |
| 施一公 | 男   | 2016 | 成就奖           | 清华大学                           |
| 彭士禄 | 男   | 2017 | 成就奖           | 中国核工业集团公司                 |
| 黄旭华 | 男   | 2017 | 成就奖           | 中国船舶重工集团公司第七一九研究所 |
| 张弥曼 | 女   | 2018 | 成就奖           | 中国科学院古脊椎动物与古人类研究所 |
| 吴伟仁 | 男   | 2019 | 成就奖           | 中国探月与航天工程中心             |
| 钟南山 | 男   | 2020 | 成就奖           | 国家呼吸系统疾病临床医学研究中心   |
| 樊锦诗 | 女   | 2020 | 成就奖           | 敦煌研究院                         |

## 基金影响力
何梁何利基金自1994年首次颁奖以来，多次对奖项进行了调整，以适应中国科技事业和发展战略的需要。自2006年起，为贯彻中国建设创新型国家的重大战略，对奖项进行了较大幅度的改革，调整奖励结构，增设了「科学与技术创新奖」。调整和优化了「科学与技术成就奖」的评选标准，同时拓展了「科学与技术成就奖」的奖励范围，从而更加贴近建设创新型国家的主旋律。并重新确定了奖励名额，保持合理的奖项结构和比例。
何梁何利基金凭借起点高、奖励范围广、评审严格、重视奖后效应和不断改革等措施成为中国非政府奖项中的佼佼者，也是非政府奖项中知名度最大的奖项，在中国科学界中享有崇高的地位和声誉。

## 外部連結
- 官方网站